# NGC 5393
NGC 5393 é uma galáxia espiral (Sa) localizada na direcção da constelação de Hydra. Possui uma declinação de -28° 52' 30" e uma ascensão recta de 14 horas, 00 minutos e 32,0 segundos.
A galáxia NGC 5393 foi descoberta em 30 de Março de 1835 por John Herschel.